# Fusariella intermedia
Fusariella intermedia är en svampart som beskrevs av Mouch. & Nicot 1973. Fusariella intermedia ingår i släktet Fusariella, divisionen sporsäcksvampar och riket svampar.   Inga underarter finns listade i Catalogue of Life.